# 후고 폰 몰
후고 폰 몰 (Hugo von Mohl, 1805년 ~ 1872년) 은 독일의 식물학자이다. 슈투트가르트에서 출생하여 튀빙겐 대학과 뮌헨 대학에서 의학과 식물학을 전공하였다. 식물 세포에 대한 연구로 식물에 있어서도 세포가 생명의 중심이라는 것을 처음으로 확인하고, 원형질이라는 말을 사용했다. 세포 분열 때의 원형질의 변화·세포막·도관 등에 대한 연구로 세포학의 기초를 이룩하였다. 저서에 《식물 세포의 해부학 및 생리학적 특징》이 있다.